# Cylindera germanica
Espèce
Cylindera germanica, la cicindèle germanique, est une espèce d'insectes coléoptères de la famille des Carabidae et de la sous-famille des Cicindelinae.

## Description
Corps long d'environ 10 mm, plus arrondi que chez les espèces du genre Cicindela, le thorax est bronzé, les élytres vert foncé, parfois noirs et ornés de trois petites taches claires sur les bords latéraux.

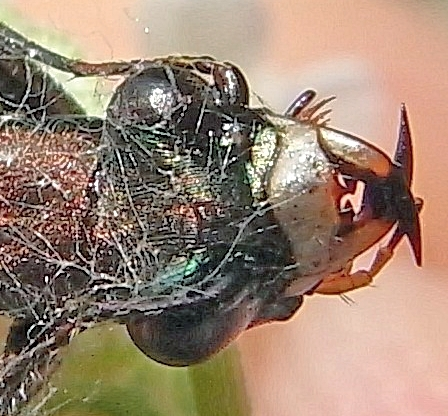
Tête montrant les mandibules acérées de ce prédateur

## Distribution
Eurasiatique : en Europe : de l'Espagne à la Scandinavie, à la Russie, à la Grèce et à la Turquie. Absent de Corse et d'autres îles méditerranéennes.

## Biologie
Cette espèce vole peu, court sur le sol à la recherche de proies et apprécie les régions sableuses humides où poussent des plantes herbacées. Les imagos vivent de mai à septembre et semblent en régression sensible en France (peut-être victimes des trop nombreux pesticides employés dans les cultures). 